# El castillo de Cagliostro
Lupin III: el castillo de Cagliostro (Japonés: ルパン三世 カリオストロの城 Hepburn: Rupan sansei: Kariosutoro no shiro?), es el segundo largometraje basado en el manga y la serie de animación japonesa Lupin III. La película narra una de las aventuras del ladrón Lupín III. Este personaje, como su nombre indica, es descendiente del famoso ladrón de guante blanco Arsenio Lupin, creado por el novelista Maurice Leblanc. Eternamente perseguido por el inspector Zenigata, utiliza la más alta tecnología y su habilidad con los disfraces para perpetrar los robos más audaces. Otros personajes de la película son Jigen, fiel compañero y experto en armas, el samurái Goemon y la bella Fujiko, con la cual tiene Lupín una relación de amor-odio. Este anime sirvió para lanzar la carrera del ya consagrado director Hayao Miyazaki. Se ha convertido en un clásico del género y la escena de la persecución en coche es considerada por muchos críticos una obra maestra del anime. Es el top 28 de las 100 mejores películas de acción de todos los tiempos por GQ.

## Argumento
La acción transcurre en el ficticio ducado de Cagliostro, un país pequeño que parece ser una conglomeración de varias regiones de Europa. El ducado es una tierra de montañas y de lagos, con una ciudad con un castillo y un acueducto romano aún en uso. El protector del ducado es la policía, que también tiene cualidades militares, y un grupo de asesinos llamados «sombras». Al comienzo de la película Lupin y Jigen huyen después de robar el casino nacional de Mónaco, para luego descubrir que el dinero es falso. Los billetes son de una calidad muy alta y podían ser unas legendarias falsificaciones perfectas que han hecho estremecer las economías de naciones desde la invención del papel moneda. Justo cuando Lupin comenzaba su carrera como ladrón profesional, casi lo asesinan mientras buscaba el origen de las falsificaciones. Decide que es hora de retomar la búsqueda en el ducado de Cagliostro. Nada más llegar, se topará con una misteriosa jovencita vestida de novia, que huye desesperadamente en coche de un grupo de hombres que la persiguen. Sin dudarlo Lupin correrá a ayudarla, sólo para dejar que la capturen otra vez cuando Lupin queda inconsciente al ser golpeado y caer por un acantilado. Descubren más adelante que ella es Clarice hija del gran duque fallecido y está prometida para ser casada con por un poderoso conde. La excentricidad, las persecuciones y la intriga siguen. Lupin, encuentra una vieja conocida Fujiko, con la que tiene una relación de amor-odio, que se presenta como una empleada en el Castillo, y el espadachín Goemon es llamado para ayudar a la pandilla en su ataque final al castillo, el Inspector Zenigata de la Interpol se encuentra en el bando de Lupin y compañía con la orden de aclarar las cosas.[cita requerida]

## Reparto
| Personaje           | Seiyū                | España              | 1.º Hispanoamérica  | 2.º Hispanoamérica     | 3.º Hispanoamérica |
| ------------------- | -------------------- | ------------------- | ------------------- | ---------------------- | ------------------ |
| Títulos             |                      | Alberto Trifol      |                     | Juan Alfonso Carralero | Javier Gómez       |
| Lupin III           | Yasuo Yamada         | Ricky Coello        | Víctor Mares Alcalá | Ricardo Tejedo         | Hernán Bravo       |
| Jigen Daisuke       | Kiyoshi Kobayashi    | Jordi Ribes         | Jorge Arvizu        | Juan Alfonso Carralero | Ariel Cister       |
| Goemon Ishikawa     | Richard Epcar        | José Posada         | Carlos Magaña       | Armando Coria          | Leto Dugatkin      |
| Mine Fujiko         | Eiko Masuyama        | María Pilar Quesada | Patricia Acevedo    | Laura Ayala            | Natalia Rosminati  |
| Inspector Zenigata  | Gorou Naya           | Rafael Calvo        | Francisco Colmenero | Luis Daniel Ramírez    | Gustavo Barrientos |
| Conde Cagliostro    | Tarou Ishida         | Paco Gázquez        | Eduardo Borja       | Mario Sauret           | Gustavo Dardés     |
| Clarisa Cagliostro  | Sumi Shimamoto       | Núria Trifol        | Armindita Hernández | Xóchitl Ugarte         | Valeria Gómez      |
| Jodo                | Ichirō Nagai         | Alberto Trifol      | José Manuel Rosano  | Daniel Abundis         |                    |
| Jardinero           | Kouhei Miyauchi      | Manuel Lázaro       | Salvador Carrasco   | Enrique Mederos        | Keko Gervais       |
| Gustav              | Tadamichi Tsuneizumi | Pepe Mediavilla     | José Lavat          | Gerardo Reyero         | Mario De Candia    |
| Camarera            | Youko Yamaoka        | Aurora Ferrándiz    | Diana Santos        | María Fernanda Morales |                    |
| Oficial de Interpol |                      |                     | Carlos Becerril     | Carlos Hugo Hidalgo    | Carlos Celestre    |

## Producción

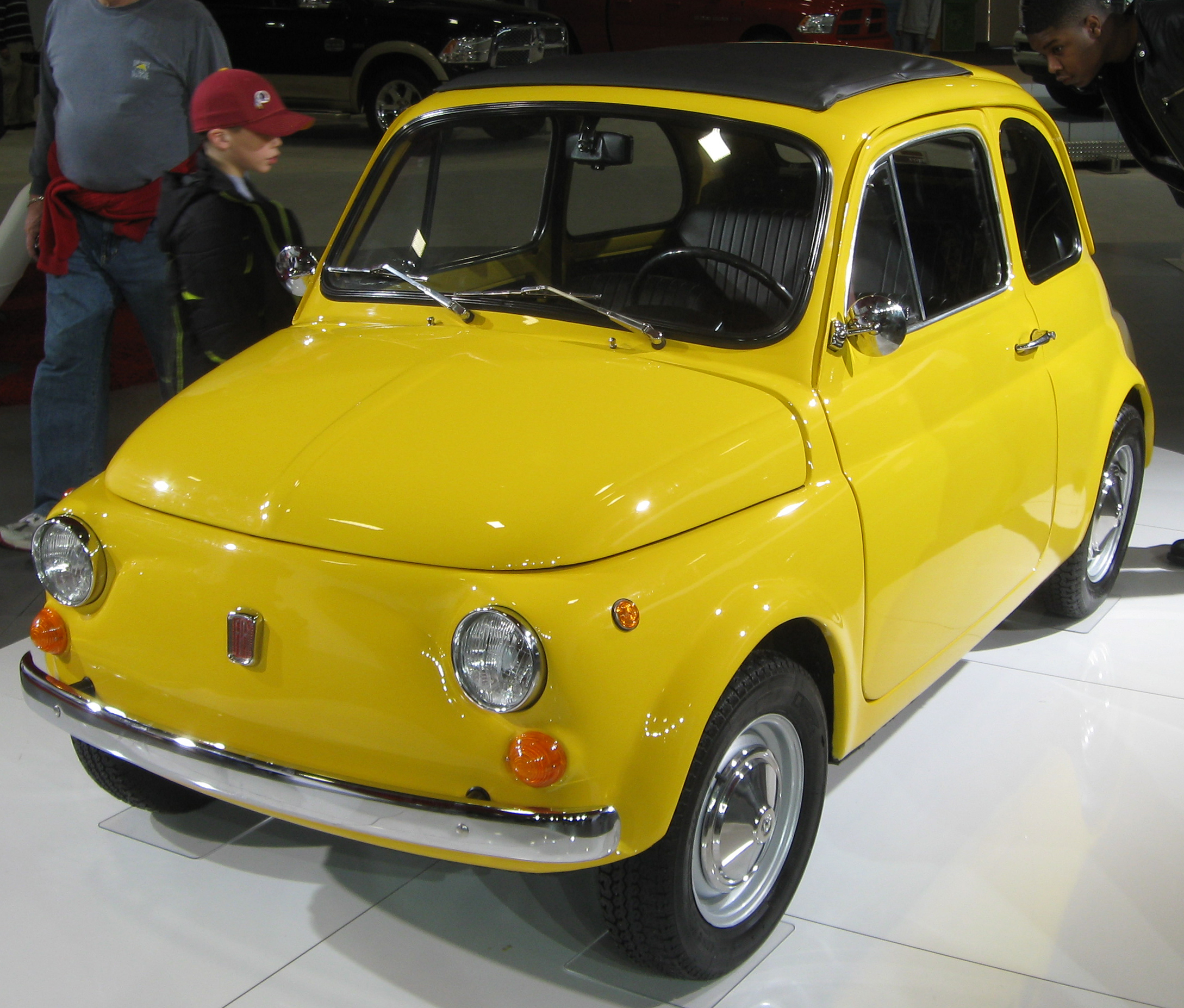
Fiat 500, auto conducido por Lupin.

La producción de la película inicio en mayo de 1979 con la escritura de la historia y el guion gráfico de la cinta. Miyazaki comenzó dibujando una vista aérea de la configuración antes de crear la historia. Después de que el primer borrador del escenario fue devuelto a Miyazaki sin cambios, comenzó los guiones gráficos. La historia fue dividida en cuatro partes, pero después de llegar a la tercera parte hubo que hacer cambios en el guion gráfico para no exceder el tiempo de ejecución programado. El trabajo de animación comenzó en julio, cuando solo un cuarto de los guiones gráficos estaban completos; así que Miyazaki tuvo que completarlos durante la producción de la animación. La producción concluyó a fines de noviembre y la película se estrenó el 15 de diciembre de 1979 contando con solo siete meses y medio para la realización del proyecto; siendo la producción de solo cinco meses.

## Recepción
Si bien la película no fue un éxito de taquilla inmediato, ganó popularidad tras numerosos re-lanzamientos, llegando incluso a ser votada como “el mejor anime de la historia” por los lectores de la revista Animage. Reseñando el lanzamiento de Streamline Pictures de julio de 1992, Janet Maslin del The New York Times comento que la película «debería triunfar [como Akira] con los fanáticos de la animación de cualquier edad, siempre que sean firmes en su devoción y no crean que cien (100) minutos es un tiempo terriblemente largo». Según Maslin, la película es un «híbrido curiosamente salvaje de estilos visuales y referencias culturales» cuya «animación es débil cuando se trata de movimientos corporales fluidos, pero sobresaliente en su atención al detalle».

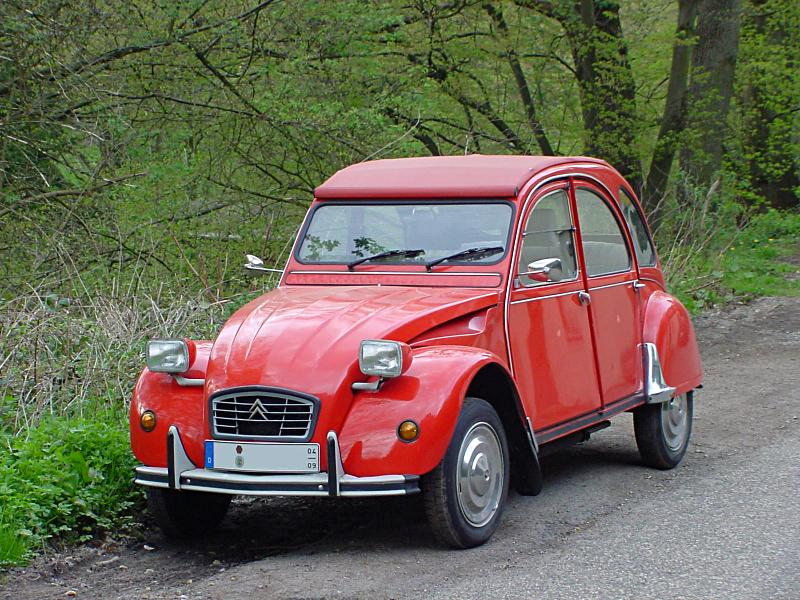
Citroën 2CV, auto conducido por Clarisa.

## Legado
Esta cinta tuvo un fuerte impacto en la cultura popular. El personaje de Clarisa es citado como un ejemplo ancestral del diseño de personajes moe; tendencia que más tarde Miyazaki criticaría por conducir a una promoción no saludable del fetichismo lolicon. TMS en asociación con Stern Electronics lanzaron el videojuego arcade Cliff Hanger en 1983, que utilizaba imágenes de esta película para capitalizar el éxito de los videojuegos en Laserdisc. El castillo de Cagliostro influencio profundamente al cofundador de Pixar, John Lasseter. En su discurso de apertura del Festival Internacional de Cine de Tokio, Lasseter describió como comenzó la influencia de Miyazaki en su vida y en su obra tras ver por primera vez la cinta de Cagliostro. La película El gran ratón detective de Walt Disney Animation Studios, codirigida por John Musker y Ron Clements rinde un homenaje al castillo de Cagliostro con la secuencia culminante de la cinta en el Big Ben.  Otra referencia al combate en la torre del reloj se da en el episodio “The Clock King” de la serie Batman: la serie animada. Gary Trousdale, codirector de la película Atlantis: el imperio perdido, admitió que la escena final de la cinta donde las aguas se alejan de la ciudad hundida; esta directamente inspirada en el final del castillo de Cagliostro. Una breve secuencia de Los Simpson: la película donde Bart rueda por el techo de la casa fue inspirada por la escena donde Lupin corre por el techo del castillo durante su intento de rescate.